# Паль Хаконссон
Паль Хаконссон «Молчун» (ум. 1136) — ярл Оркнейских островов (1123—1136), правил вместе с братом Харальдом (1123—1131).

## Биография
Сын оркнейского ярла Хакона Пальссона (1105—1123). После смерти своего отца в 1123 году братья Паль и Харальд унаследовали Оркнейские и Шетландские острова. Вскоре ярлы-соправители рассорились и разделил ярлство на две части. Ярл Харальд Хаконссон получил в ленное владение от короля Шотландии область Кейтнесс и проживал большую часть времени.
Главными соратниками ярла Паля были Сигурд из Вестнеса и Торкель Сумарлидиссон по прозвищу Воспитатель. Ярл Харальд убил Торкеля Воспитателя. Паль Хаконссон стал собирать войско для войны против брата, Харальд также стал готовиться к сражению. При содействии друзей обоих ярлов Паль и Харальд Хаконссоны примирились.
Примерно в 1131 году ярл Харальд Хаконссон был отравлен. Согласно «Саге об оркнейцах», сестры Хельга и Фракокк, мать и тетя Харальда, сшили льняной плащ, предназначенный для ярла Паля. Но ярл Харальд решил его примерить и вскоре скончался. Немедленно после смерти Харальда Паль захватил власть во всем ярлстве. Он узнал, этот расшитый плащ, надетый Харальдом, предназначался для него. Поэтому он не разрешил Хельге и Фракокк оставаться на островах. Они уехали в Кейтнесс, а затем в усадьбу Фракокк в Судрланде. Здесь Фракокк вырастила Эрленда, единственного сына умершего ярла Харальда Хаконссона.
«Сага об оркнейцах» сообщает, что «ярл Паль стал теперь единственным правителем Оркнейских островах, и все его любили. Он был немногословен и мало говорил на тингах, делился властью со своими приближенными. Он был умерен в делах, щедр, ласково обращался с подданными и не стеснялся делать богатые подарки друзьям. Паль не был воинственным и прожил мирно большую часть своей жизни».
Вскоре на Оркнейские острова стал претендовать Кали Кольссон, сын Коли Калиссона и Гуннхильд Эрлендсдоттир, дочери оркнейского ярла Эрленда Торфиннссона. Норвежский король Сигурд Крестоносец пожаловал Кали Кольссону имя Рёгнвальд, потому что его мать Гуннихильд называла ярла Рёгнвальда Брусасона самы лучшим ярлом Оркнейских остров. Рёгнвальд Кали Кольссон получил от Сигурда Крестоносца титул ярла и половину Оркнейских островов, которой раньше владел его дядя по материнской линии, Магнус Святой.
Коли Калиссон, отец Регнвальда, отправил из Норвегии гонцов на острова, потребовав от ярла Паля Хаконссона передать половину ярлства его сыну Регнвальду, получившему поддержку нового короля Харальда Гилли. Ярл Паль отказался уступить половину своих владений Регнвальду и решил защищать свою вотчину.
Зимой ярл Регнвальд Кольссон с небольшими силами (5-6 кораблей) отплыл из Норвегии на острова и прибыл на Хьяльтланд. На стороне Регнвальда против ярла Паля выступила Фракокк и её внук Эльвир Забияка. Они прибыли на Южные острова, где собрали войска, заключили союз с Регнвальдом. Эльвир Забияка стал во главе их войска. Ярл Паль соединился со своими соратниками на Хроссее и на пяти кораблях отплыл против Регнвальда на Хьяльтланд. По пути на корабли Паля напал флот Эльвира, состоявший из 12 кораблей. У Эльвира было больше кораблей, но они были меньше кораблей ярла Паля. Победители преследовали побежденных на восток до острова Хроссей, потом вдоль Рёгнвальдсэя до Петтландсфьорда. Ярл Паль захватил у Эльвира пять кораблей, на которых посадил своих воинов. Пополнив численность войска, ярл Паль на 12 кораблях поплыл на острова Хьяльтланд и ночью прибыл к Аласунду, где внезапно захватил все корабли и деньги ярла Рёгнвальда. Последний собрал свои силы и потребовал от ярла Паля сойти на берег и сразиться. Однако Паль Хаконссон не доверял местным островитянам, он предложил найти корабли и сразиться на море. Таким образом, ярл Паль на своих кораблях вернулся на Оркнейские острова, а ярл Рёгнвальд остался на лето на Хьяльтланде, а затем на торговых судах вернулся в Норвегию.
Весной ярл Рёгнвальд и его отец Коль с небольшим войском прибыли на Оркнейские острова, где часть бондов признали его ярлом и принесли ему присягу на верность. При посредничестве оркнейского епископа Уильяма ярлы Паль и Рёгнвальд заключили мирное соглашение и разделили между собой острова на две части.
В 1136 году крупный викингский лидер Свейн Аслейфарсон прибыл с Южных островов в Шотландию, где встретился с ярлом Атолла Маддадом и его женой Маргарет (дочерью ярла Хакона Пальссона). Затем он посетил ярла Торса Оттара, брата Фракокк, в Кейтнессе, и общела помочь Эрленду Харальдссону в его стремлении добиться власти на Оркнейских островах. В это время ярл Паль находился на пиру у своего соратника Сигурда на острове Вестрнес. Свейн Аслейфарсон внезапно напал на ярла Паля. Свейн умертвил 19 дружинников ярла, но потерял шесть своих воинов. Ярл Паль Хаконссон был схвачен и отправлен в Атиаклум, ко двору ярла Маддада и Маргарет, его сестры. По одним сведениям, оркнейский ярл Паль добровольно отказался от власти и остался в Шотландии. По другим данным, по поручению Маргарет Свейн Аслейфарсон захватил в плен и ослепил Паля, который был доставлен в Шотландию, где его бросили в тюрьму и умертвили. После этого ярл Рёгнвальд Кали Кольссон подчинил своей власти все Оркнейские острова.